# جون مسينيري
جون مسينيري (بالإنجليزية: John McEnery)‏ (و. 1943 – 2019 م) هو كاتب، وممثل مسرحي، وممثل أفلام بريطاني، ولد في برمينغهام، توفي عن عمر يناهز 76 عاماً.

## التعليم
تعلم في مدرسة بريستول أولد فيك المسرحية
.

## وصلات خارجية
- جون مسينيري على موقع IMDb (الإنجليزية)
- جون مسينيري على موقع روتن توميتوز (الإنجليزية)
- جون مسينيري على موقع قاعدة بيانات الأفلام العربية
- جون مسينيري على موقع ألو سيني (الفرنسية)
- جون مسينيري على موقع ميوزك برينز (الإنجليزية)
- جون مسينيري على موقع أول موفي (الإنجليزية)
- جون مسينيري على موقع قاعدة بيانات برودواي على الإنترنت (الإنجليزية)
- جون مسينيري على موقع قاعدة بيانات الأفلام السويدية (السويدية)
- جون مسينيري على موقع إن إن دي بي (الإنجليزية)
- جون مسينيري على موقع قاعدة بيانات الفيلم (الإنجليزية)